# کارخانه برق تمبی
کارخانۀ برق تمبی مربوط به دوران‌های تاریخی پس از اسلام است و در شهرستان مسجدسلیمان، روستای تمبی واقع شده و این اثر در تاریخ ۱ خرداد ۱۳۹۶ با شمارهٔ ثبت ۳۱۷۲۱ به‌عنوان یکی از آثار ملی ایران به ثبت رسیده است.